# Ruciane-Nida
Ruciane-Nida (do 1938 r. Rudczanny, a w latach 1938–1945 Niedersee) – miasto w Polsce, w woj. warmińsko-mazurskim, w powiecie piskim, siedziba gminy miejsko-wiejskiej Ruciane-Nida.
Według danych GUS z 1 stycznia 2024 r. Ruciane-Nida liczyło 4073 mieszkańców.

## Położenie
Ruciane-Nida leży w południowej części Pojezierza Mazurskiego nad jeziorami: Nidzkim i Guzianką Wielką połączonymi zbudowanym w drugiej połowie XVIII wieku Kanałem Nidzkim. Przez miasto przepływa rzeka Nidka, otaczają je lasy Puszczy Piskiej. Miejscowość leży na wysokości 130 m n.p.m. i zajmuje powierzchnię 17 km².
Pod względem etnograficznym Ruciane-Nida leży na Mazurach, na obszarze historycznej Galindii.

## Historia

### Początki

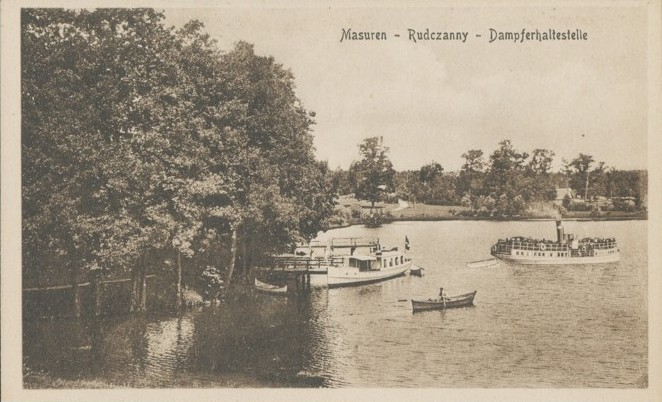
Ruciane, przystań statków nad Jeziorem Guzianka Wielka, ok. 1915 r.

Początki istnienia osad Ruciane i Nida sięgają XVI/XVII wieku.
Nida to dawna osada rybacka założona przed 1595. W lipcu 1639 w Nidzie gościł król Polski Władysław IV Waza. W 1699 w miejscu osady rybackiej oraz młyna stojącego nad rzeką Nidką założono nową wieś. Mieszkańcy osady trudnili się rybołówstwem oraz produkcją smoły i węgla drzewnego. W 1880 roku w Nidzie znajdował się urząd stanu cywilnego, który obejmował 335 osób.
W okolicach Rucianego już w XIV wieku działały hamernie, smolarnie, dziegdziarnie, wypalarnie węgla drzewnego. Miejscowość istniała już jako osada szkatułowa i gajówka w XVIII wieku, pierwsza pisemna wzmianka pochodzi z 1595. W pierwszej połowie XIX wieku była leśniczówka i niewielka osada leśna.
W drugiej połowie XIX wieku nastąpił znaczny rozwój komunikacji. W 1854 roku w Rucianem parowcem „Masovia” gościł król Prus Fryderyk Wilhelm IV. W latach 1866–1869 zbudowano odcinek szosy Ruciane – Pisz, a w latach 1883–1885 uruchomiono linię kolejową Olsztyn – Ełk ze stacją w Rucianem. W 1898 roku oddano do użytku połączenie kolejowe Ruciane – Mrągowo. W 1879 roku wieku uruchomiono szlak wodny (śluza Guzianka I) prowadzący z Giżycka do Mikołajek i Pisza, co zapoczątkowało turystyczny rozwój Rucianego. Po I wojnie światowej Ruciane odwiedzało ok. 12 tys. osób rocznie, co czyniło je jednym z ważniejszych ośrodków turystycznych w dawnych Prusach Wschodnich.

### Po II wojnie światowej
Po II wojnie światowej uruchomiono pierwszy przenośny tartak w Wejsunach, następnie przystąpiono do odbudowy tartaku w Nidzie i w Rucianem. W 1949 roku rozpoczęła się budowa Zakładu Płyt Pilśniowych i Wiórowych. Po pięcioletniej budowie uruchomiono pierwszy wydział produkcyjny – wytwórnię płyt pilśniowych, w roku następnym – płyt twardych, a w kolejnych drugi wydział płyt wiórowych oraz w 1963 roku ostatni produkujący płyty laminowane. W szczytowym okresie w zakładzie zatrudnionych było ponad 1500 osób. Dzięki zakładom następował wzrost liczby ludności i rozwój infrastruktury, budownictwa mieszkalnego, handlu, usług i transportu.
Powstanie zakładu spowodowało szybki rozwój Rucianego i Nidy oraz przyczyniło się do urbanizacji obu miejscowości. Jesienią 1954 zniesiono gminę Ukta w powiecie mrągowskim, do której należały Ruciane i Nida, a utworzono gromadę Ruciane składającą się z Rucianego i Nidy. 1 stycznia 1955 gromadę Ruciane przeniesiono do powiatu piskiego. 1 stycznia 1958 gromada Ruciane otrzymała prawa osiedla (a więc równocześnie Ruciane i Nida ustanowiły wspólny organizm aczkolwiek o nazwie Ruciane). W 1961 roku powierzchnia osiedla wynosiła 20,47 km² i liczyło 2921 mieszkańców.
1 stycznia 1966 roku osiedlu Ruciane nadano prawa miejskie, a nowe miasto otrzymało nazwę Ruciane-Nida. W skład obszaru miejskiego oprócz dwóch głównych części: Rucianego i Nidy weszły Guzianka, Dybówek I, Dybówek II oraz Pólko, Wola Ratajowa i Zdróżno. 1 stycznia 1966 roku liczba mieszkańców wynosiła 3050 osób.
W 1973 roku, w związku z nowym podziałem administracyjnym kraju, utworzono gminę Ruciane-Nida. 1 stycznia 1972 do miasta Ruciane-Nida włączono wieś Kowalik a także jeziora Guzianka Duża, Guzianka Mała i Koś-Koik, część jeziora Nidzkiego oraz 814 ha terenów leśnych należących do Nadleśnictwa Ruciane.
W latach 1975–1998 Ruciane-Nida leżało w województwie suwalskim.

## Demografia

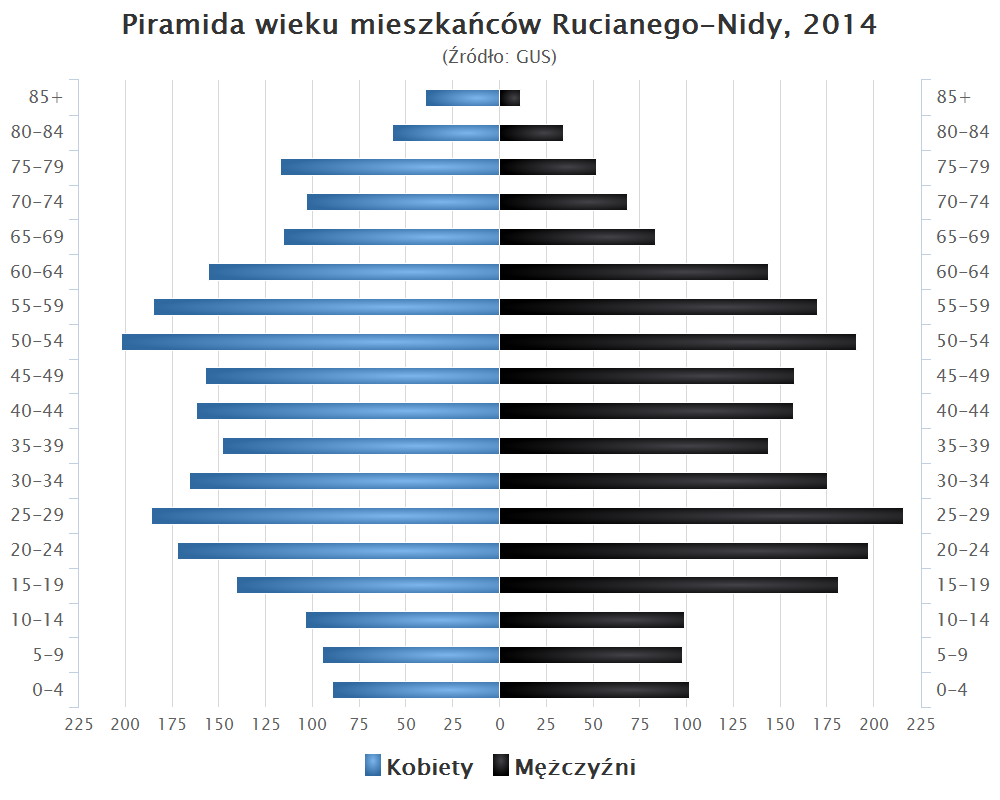
Piramida wieku mieszkańców Rucianego-Nidy w 2014 roku

Miasto w 2012 roku liczyło 4766 mieszkańców.

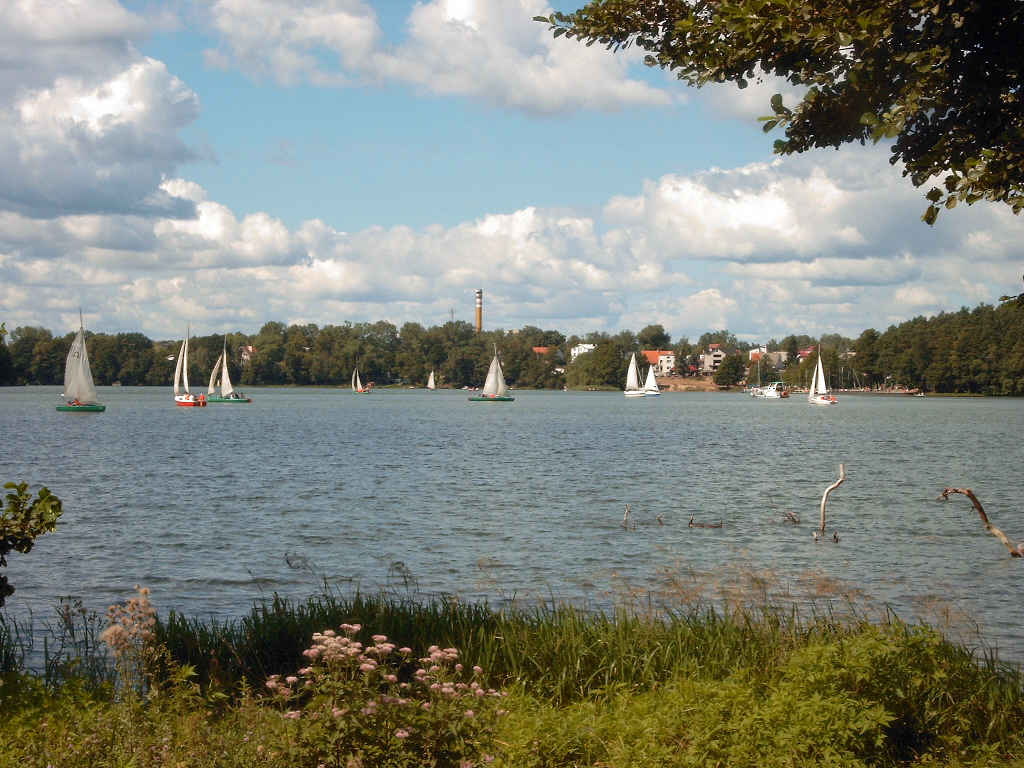
Jezioro Nidzkie, widok na Nidę od strony Kowalika

## Transport i komunikacja

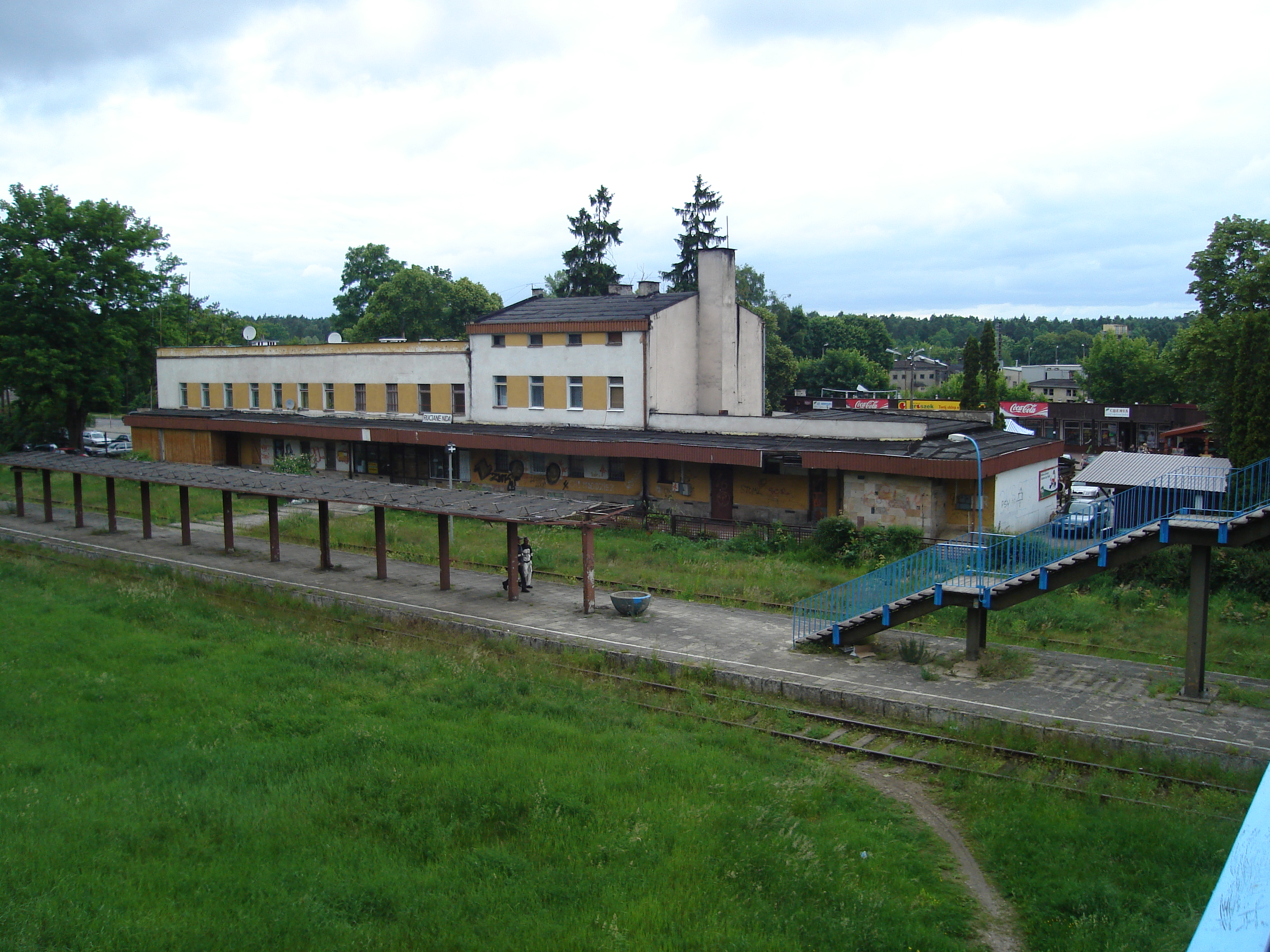
Przystanek kolejowy w Rucianem

Ruciane-Nida położone jest przy linii kolejowej nr 219 Olsztyn – Szczytno – Ełk. Na terenie miasta znajdują się dwa przystanki kolejowe: Ruciane-Nida i Ruciane-Nida Zachód. Przez miasto przebiegają drogi prowadzące do Szczytna (droga krajowa nr 58), Pisza (droga krajowa nr 58) i Piecek (droga wojewódzka nr 610). W okresie letnim w mieście funkcjonują przystanie statków pasażerskich, skąd wypływają rejsowe statki do Leśniczówki Pranie, Mikołajek i Giżycka.

## Edukacja
- Szkoła Podstawowa nr 1
- Szkoła Podstawowa nr 2 im. Konstantego Ildefonsa Gałczyńskiego
- Zespół Szkół Samorządowych im. Agnieszki Osieckiej
- Zespół Szkół Leśnych w Rucianem-Nidzie

## Atrakcje turystyczne i zabytki

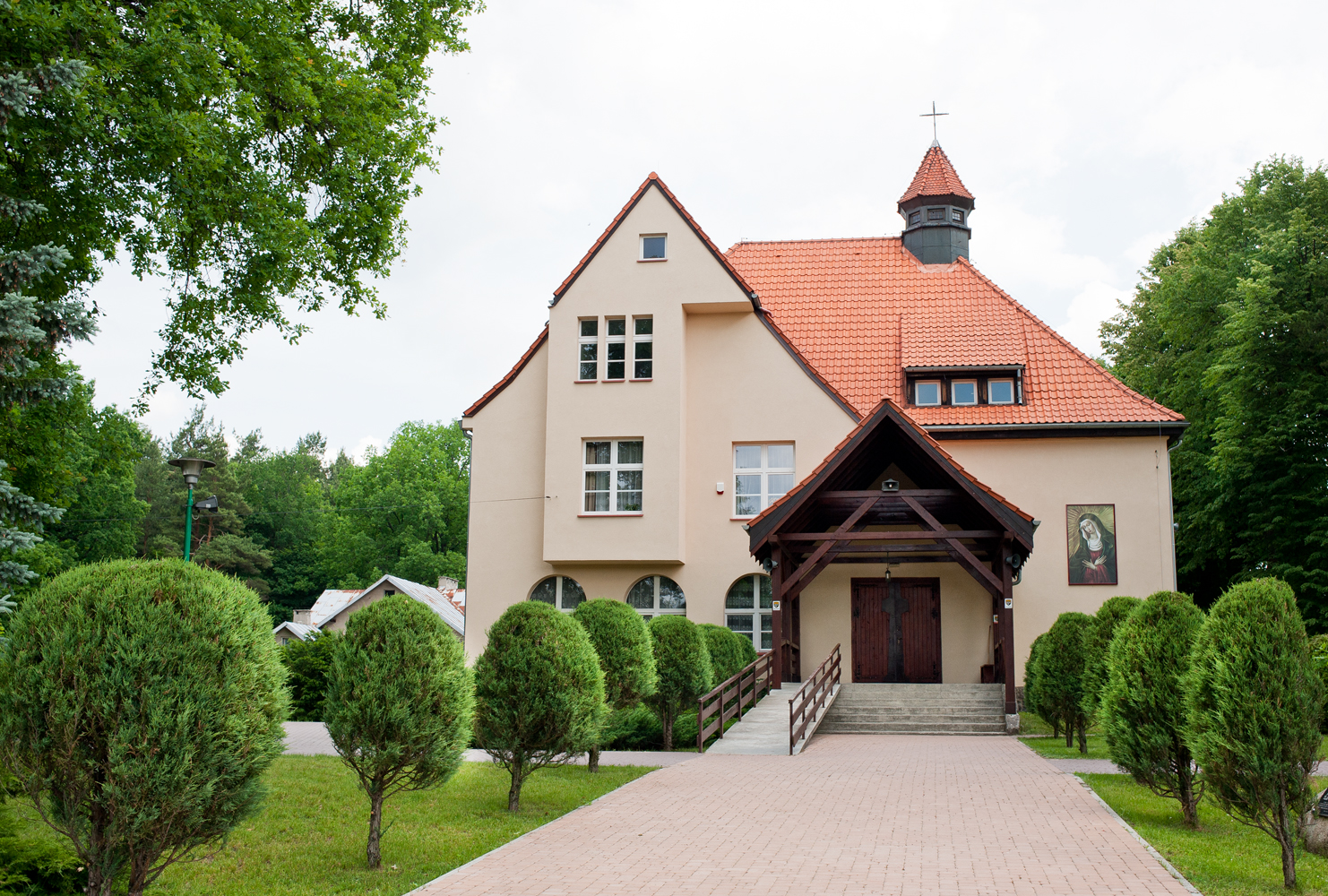
Kościół Matki Bożej Miłosierdzia Ostrobramskiej

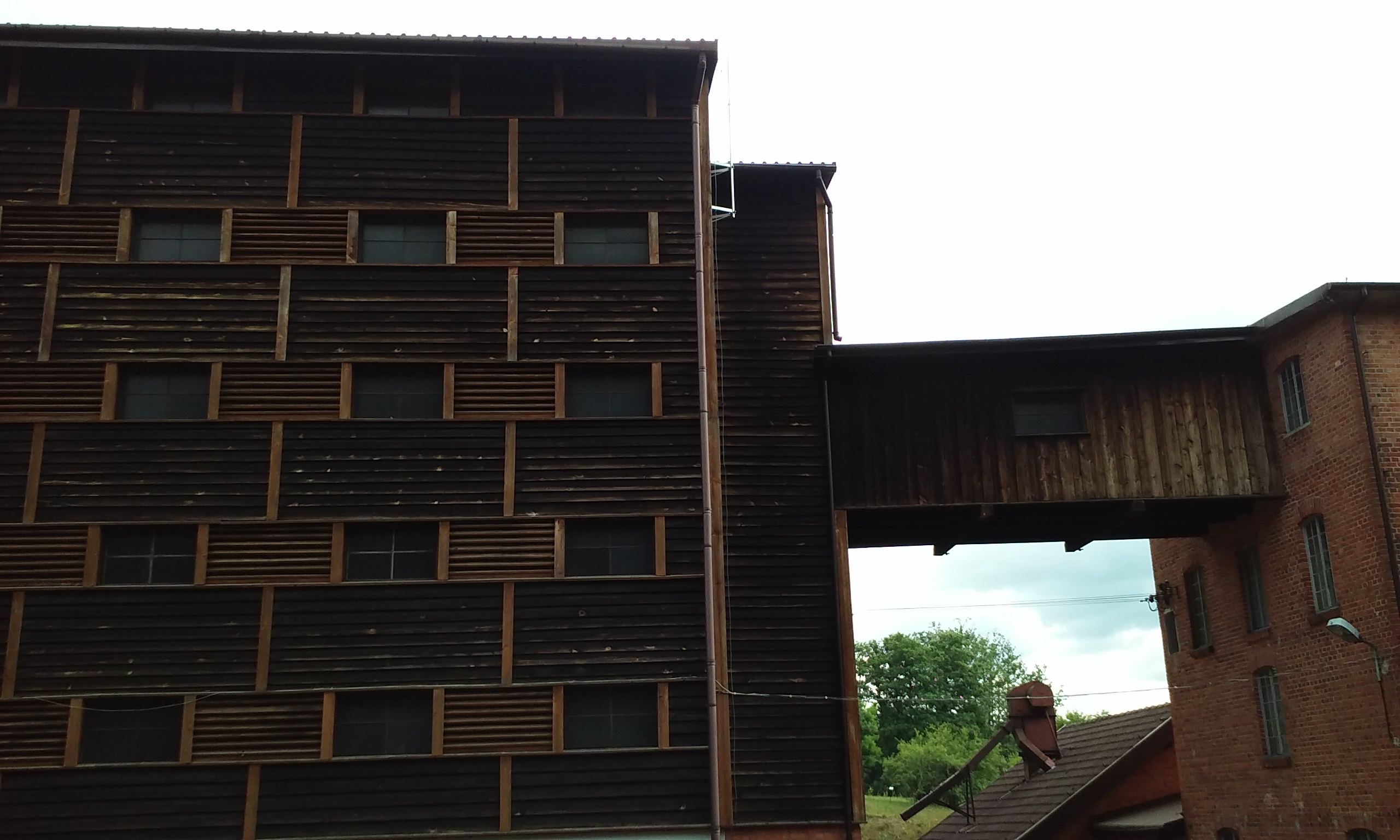
Wyłuszczarnia nasion im. Zdzisława Borońskiego

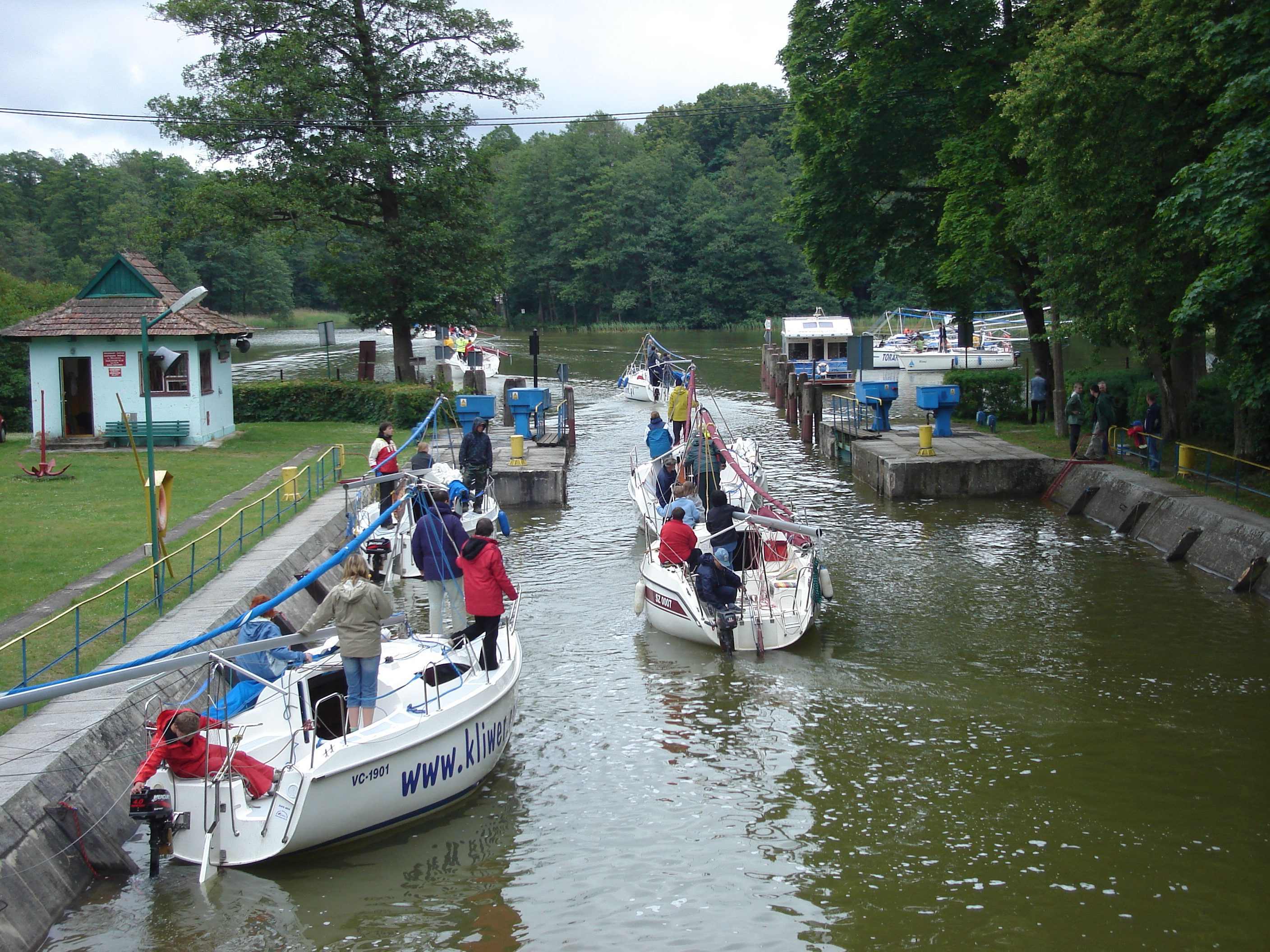
Śluza Guzianka, widok w stronę jeziora Guzianka Wielka

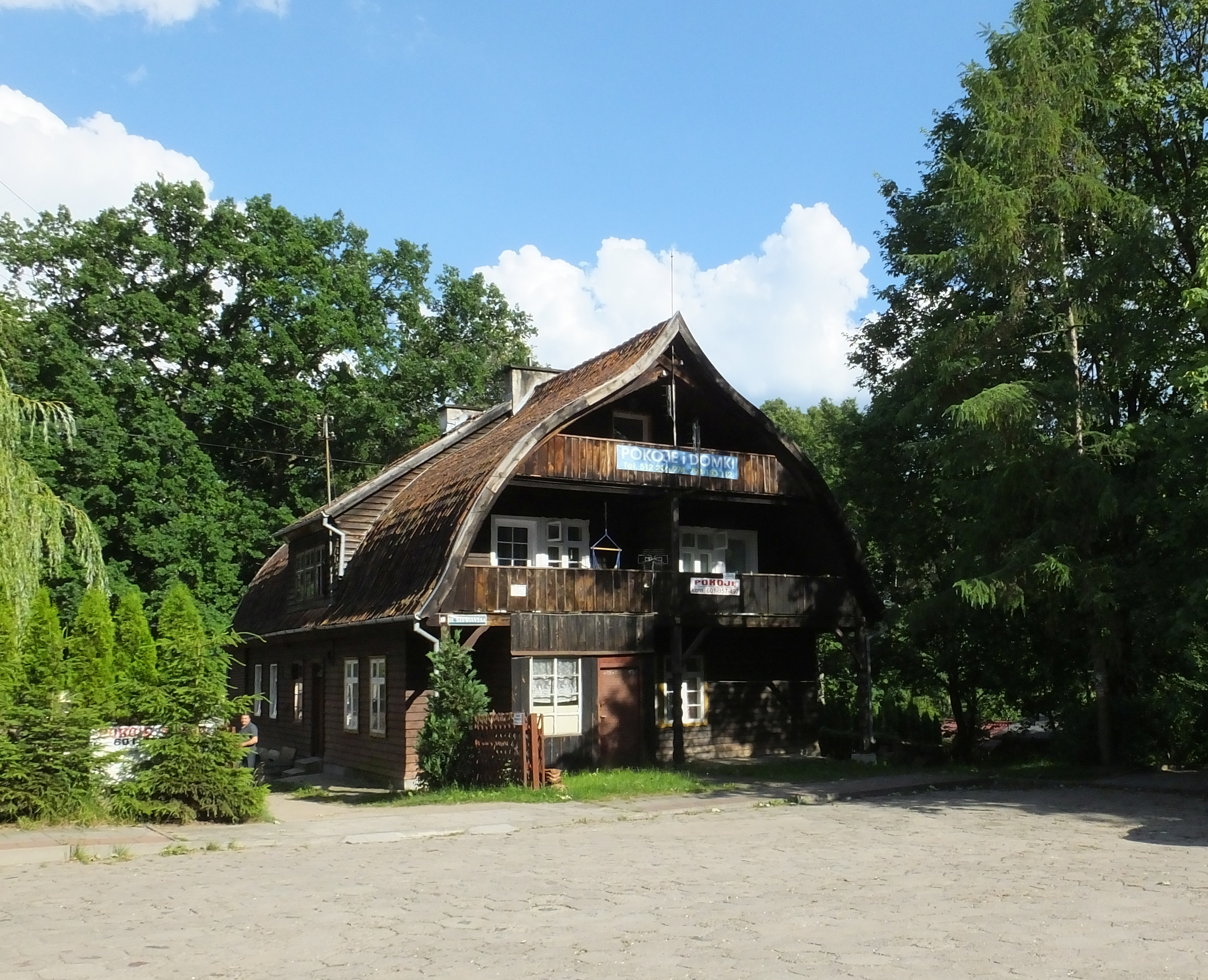
Borejszówka

- Kościół pw. Matki Bożej Ostrobramskiej przy ul. Dworcowej 32 – obiekt pochodzi z początku XX wieku. Do 1947 roku był siedzibą ewangelickiego okręgu duszpasterskiego, wydzielonego z parafii Ukta w 1907 roku. Dnia 11 lipca 1947 r. decyzją wojewody olsztyńskiego został przekazany katolikom[17][18].
- Wyłuszczarnia nasion im. Zdzisława Borońskiego przy ul. Dworcowej – obiekt zbudowano w latach 1890–1892. Była to największa wyłuszczarnia w Prusach Wschodnich. W czasie drugiej wojny światowej suszono w niej tytoń dla wojska, a także przechowywano wino dla Hermanna Göringa, którego kwatera znajdowała się w nieodległym Szerokim Borze[19].
- Śluza Guzianka, zespół śluz komorowych Guzianka I (wybudowana w 1879 roku, przebudowana w 1899 roku[20]) i Guzianka II (wybudowana w 2020 roku[20])
- Kompleks fortyfikacji z przełomu XIX / XX w. wchodzących w skład Węzła obronnego Ruciane.
- „Willa Andersa” przy ul. Dworcowej – wybudowana na początku XX wieku willa należała do rodziny wschodniopruskiego przedsiębiorcy Richarda Andersa. Wokół obiektu znajdują się pozostałości parku, w którym kiedyś hodowano rzadkie gatunki drzew i krzewów (obecnie można jeszcze zobaczyć: jodły nikko, jodły kalifornijskie czy cisy). Dzięki staraniom Stowarzyszenia na Rzecz Ochrony Krajobrazu Kulturowego Mazur „Sadyba” willa została wpisana do Rejestru Zabytków Województwa Warmińsko-Mazurskiego[21].
- „Willa Strobla” przy ul. Żeglarskiej – willa zbudowana prawdopodobnie w drugiej połowie XIX wieku (obecnie – po przebudowie w czasach PRL – w znacznym stopniu zatraciła pierwotny wygląd). Przez mieszkańców Rucianego – Nidy nazywana też „ambasadą”. Według informacji zamieszczonych w przedwojennym przewodniku autorstwa Mieczysława Orłowicza należała do malarza o nazwisku Strobel[22]. Ten zaś miał ją odkupić od innego malarza – Wiessmanna[23]. Ani Orłowicz, ani inni autorzy nie podają żadnych dodatkowych informacji o właścicielach obiektu i tym samym znane są jedynie ich nazwiska. Tajemnicza postać Strobla zainspirowała olsztyńskiego prozaika Włodzimierza Kowalewskiego, który stworzył jego fikcyjny życiorys i jako Martina Stiebla uczynił bohaterem swojej mikropowieści pt. „Powrót do Breitenheide”.
- „Borejszówka” przy ul. Słowiańskiej 19 – drewniany dom wybudowany w latach 20. XX wieku, o charakterystycznym dachu w kształcie odwróconej łodzi, nazwany od Jerzego Borejszy, który pomieszkiwał w nim na początku lat 50. XX wieku[24]. Założyciel „Czytelnika” przyjmował tutaj wielu gości, w tym: Józefa Cyrankiewicza, Karola Małłka, Pabla Neruda – chilijskiego poetę, późniejszego laureata literackiej Nagrody Nobla, a także Julię „Lunę” Brystiger – dyrektor Departamentu V Ministerstwa Bezpieczeństwa Publicznego[25].
- „Mazurek” przy ul. Aleja Wczasów 15 – drewniany dom wybudowany w latach 20. XX wieku na terenie ówczesnego Kurhausu Rudczanny (obecnie ośrodek wczasowy „Perła Jezior”). W założeniu miał stanowić dodatkową atrakcję dla przybywających turystów. Łączy w sobie wiele elementów charakterystycznych dla budownictwa mazurskiego: podcienie szczytowe i boczne, pazdur itp[24].
- Wieża wodna przy ul. Dworcowej – została zbudowana ok. 1884 roku i służyła do zasilania parowozów. Jest najstarszym przykładem architektury kolejowej w mieście[26].
- Parowozownia pomocnicza przy ul. Aleja Wczasów – dwustanowiskowa parowozownia została wzniesiona ok. 1898 roku. W czasach PRL wnętrze budynku zostało zaadaptowane na biura i stołówkę ośrodka wczasów wagonowych[26].
- Cmentarz komunalny przy ul. Cichej – został założony w 1909 roku, kiedy w Rucianem zamieszkał na stałe pastor[27]. Na terenie cmentarza znajduje się kwatera wojenna z czasów pierwszej wojny światowej i grobowiec Richarda Andersa oraz jego rodziny[28].

### Pomniki przyrody i ścieżki dydaktyczne
- Sosna „Lira” przy ul. Aleja Wczasów – ponad 200-letnia sosna pospolita (Pinus sylvestris L.) w kształcie liry. Jej wysokość wynosi 33 metry, a obwód 305 centymetrów. 16 lipca 2024 roku, w wyniku nawałnicy, złamaniu uległ jeden z konarów "Liry"[29].
- Dąb „Dobko” przy ul. Dworcowej (naprzeciwko wyłuszczarni nasion) – ponad 300-letni dąb szypułkowy (Quercus robur L.) o wysokości 29 metrów i obwodzie 550 centymetrów. Kilkadziesiąt metrów dalej rósł drugi dąb szypułkowy w zbliżonym wieku. W 2005 roku został ścięty z powodu uschnięcia. Jego pień pozostawiono na miejscu.
- Ścieżka dydaktyczna „Wokół jeziora Chudek” – ścieżka o długości 1,6 km. Zaczyna się przy Wyłuszczarni nasion im. Zdzisława Borońskiego w Rucianem – Nidzie i wiedzie wokół zarastającego jeziorka Chudek[30].
- Ścieżka dydaktyczna „Ruciański las – szlakiem starych dębów” – ścieżka składa się z dwóch pętli o długości 1 i 2,5 kilometra. Wiedzie przez półwysep otoczony jeziorami: Guzianka Wielka, Guzianka Mała i Gaik[30].

## Galeria

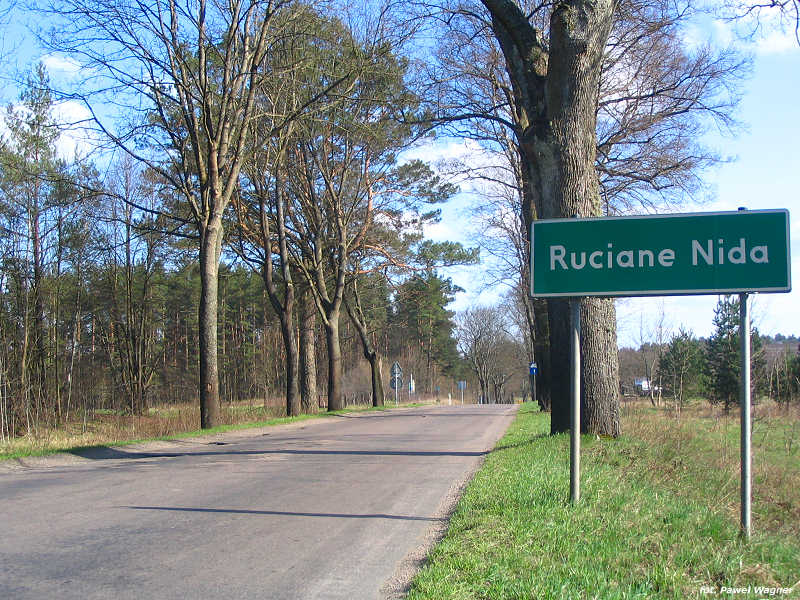
Wjazd do Rucianego-Nidy od strony Mrągowa
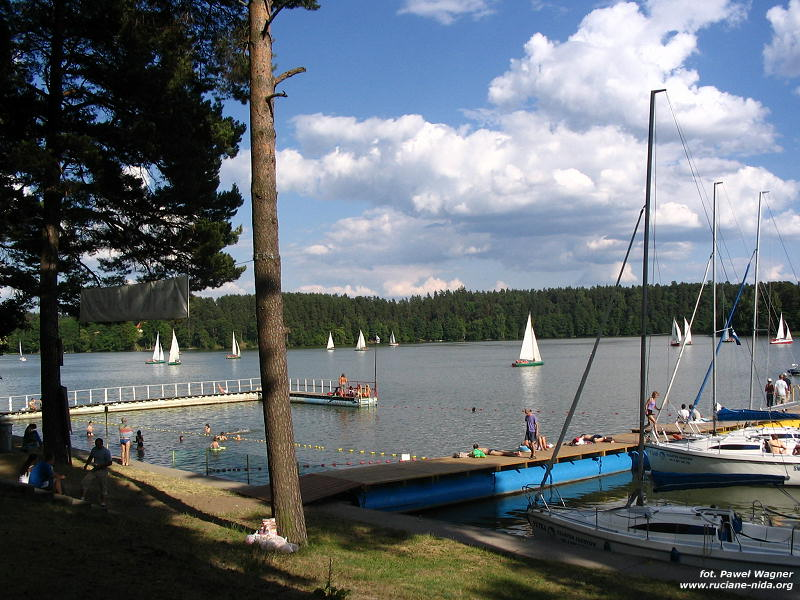
Jezioro Nidzkie, ośrodek PTTK „U Andrzeja”
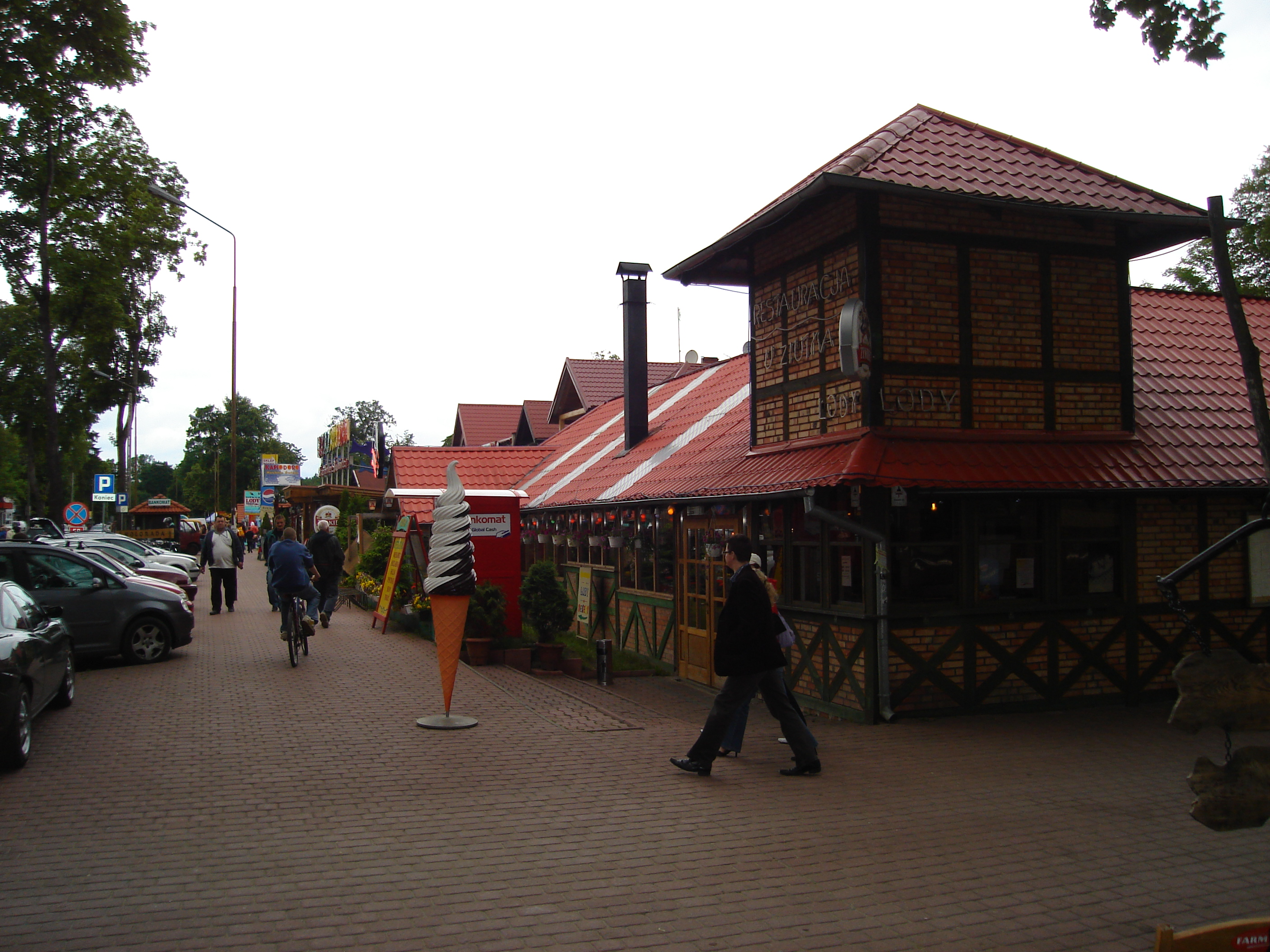
Ulica Dworcowa w Rucianem
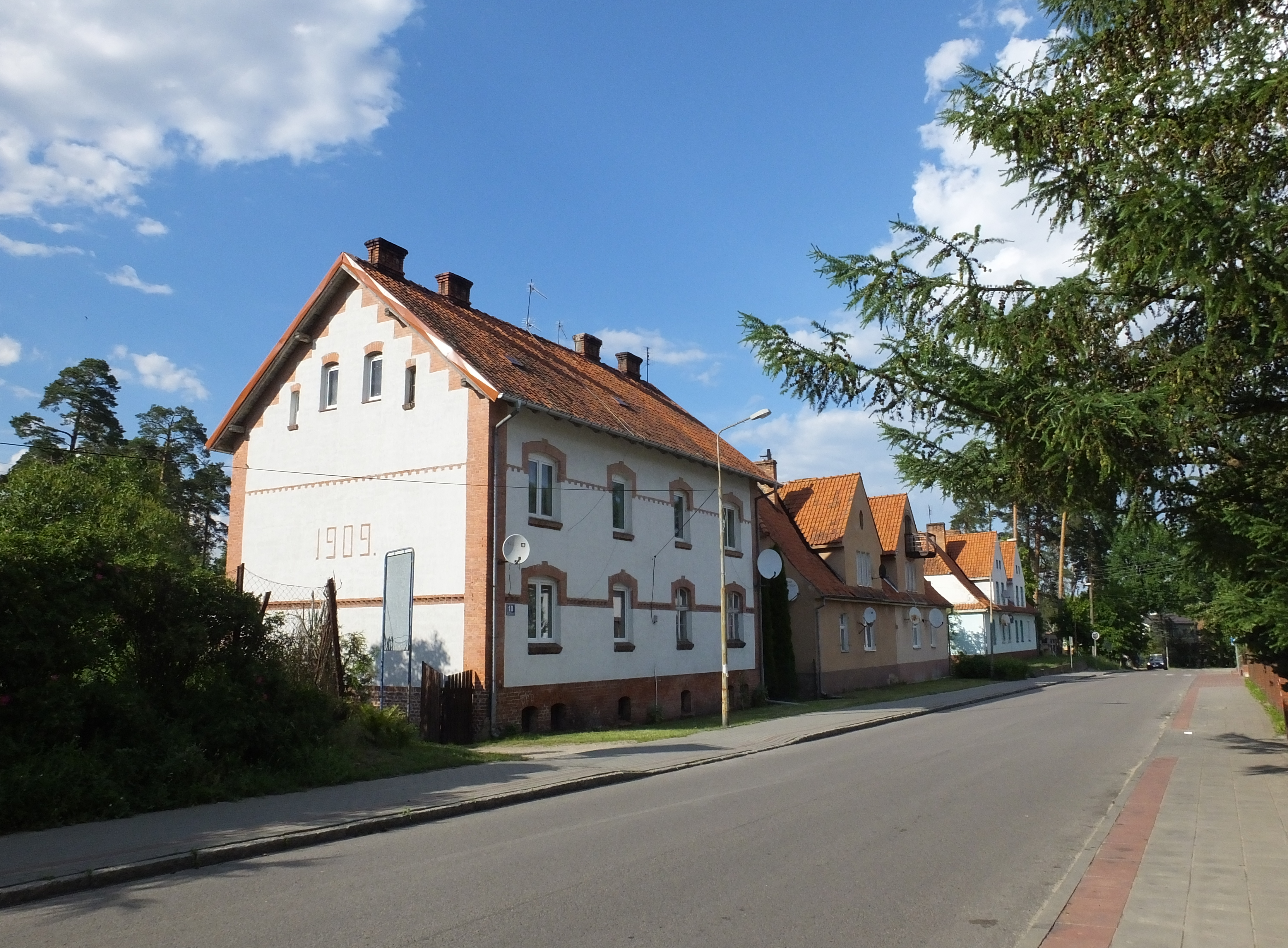
Domy przy al. Wczasów
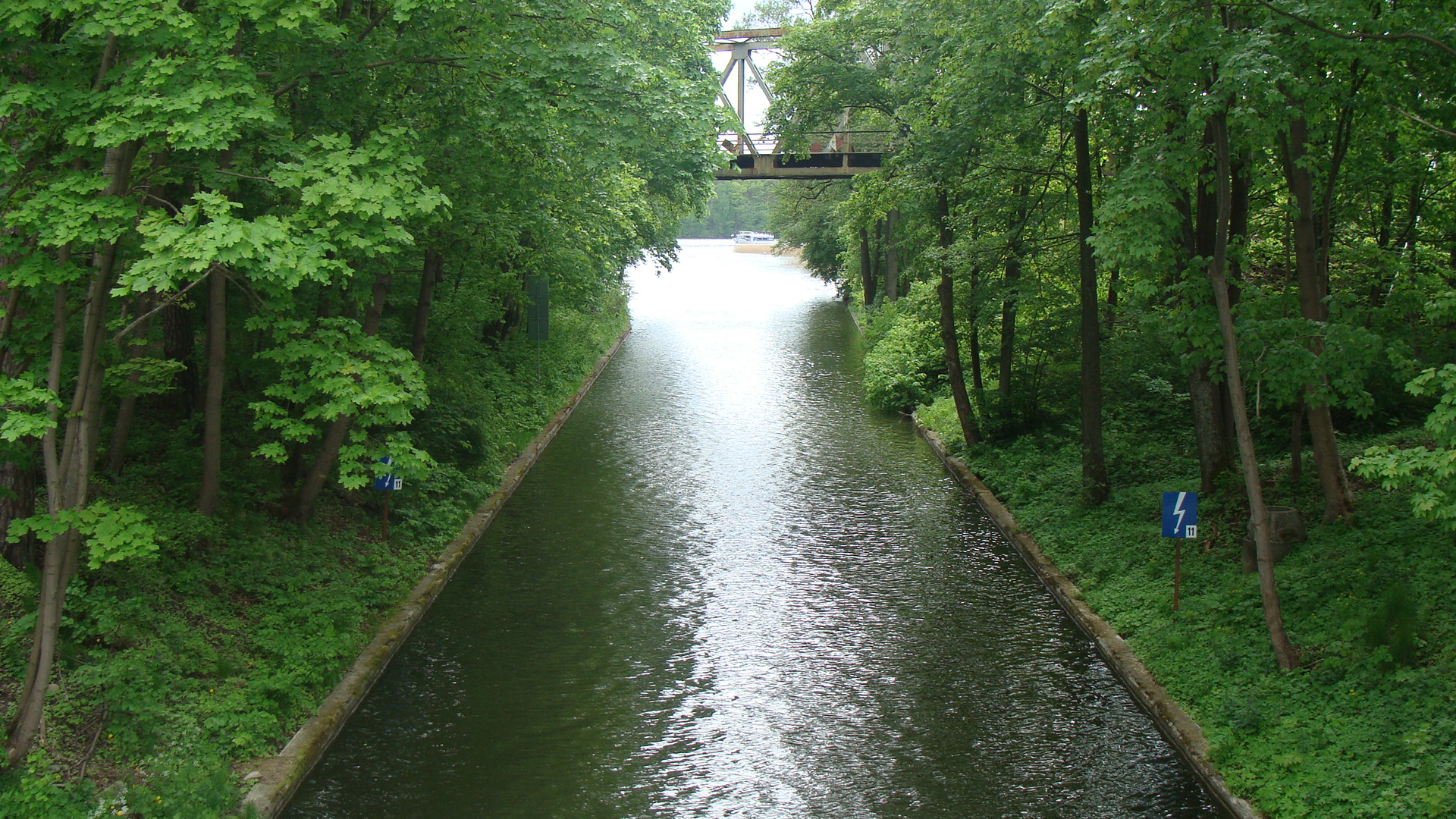
Kanał Nidzki
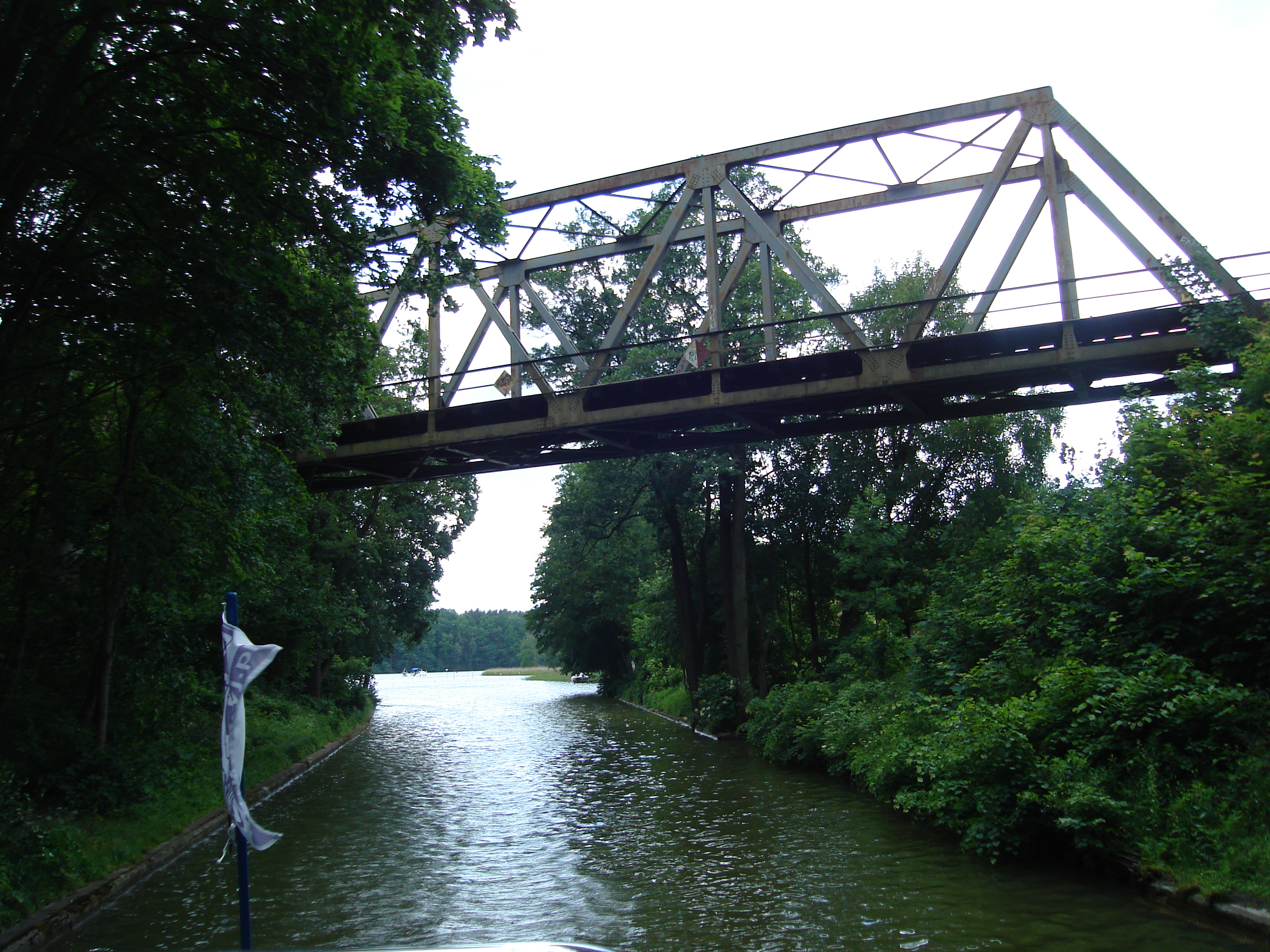
Most kolejowy nad Kanałem Nidzkim, widok w stronę Jeziora Nidzkiego
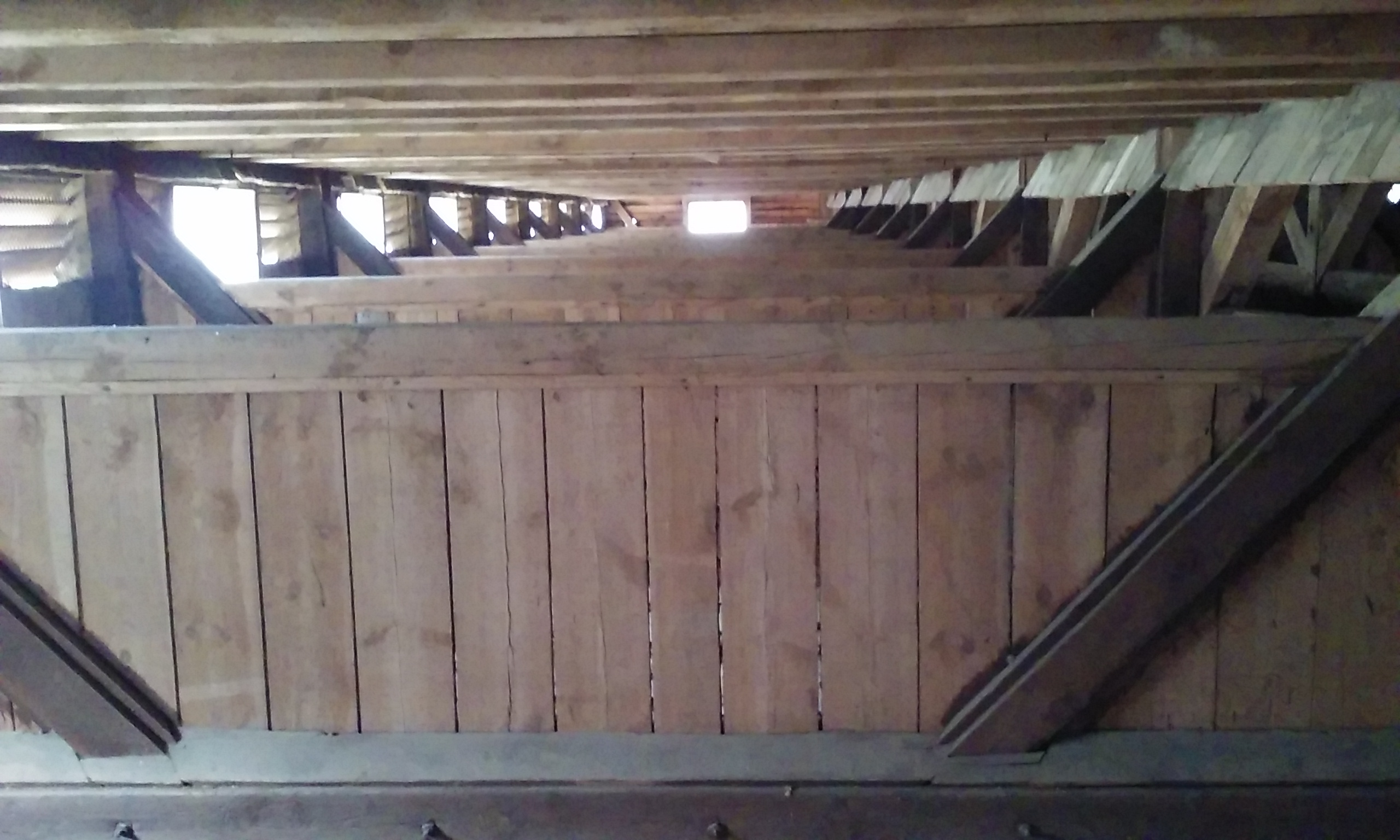
Wnętrze zabytkowej części wyłuszczarni nasion
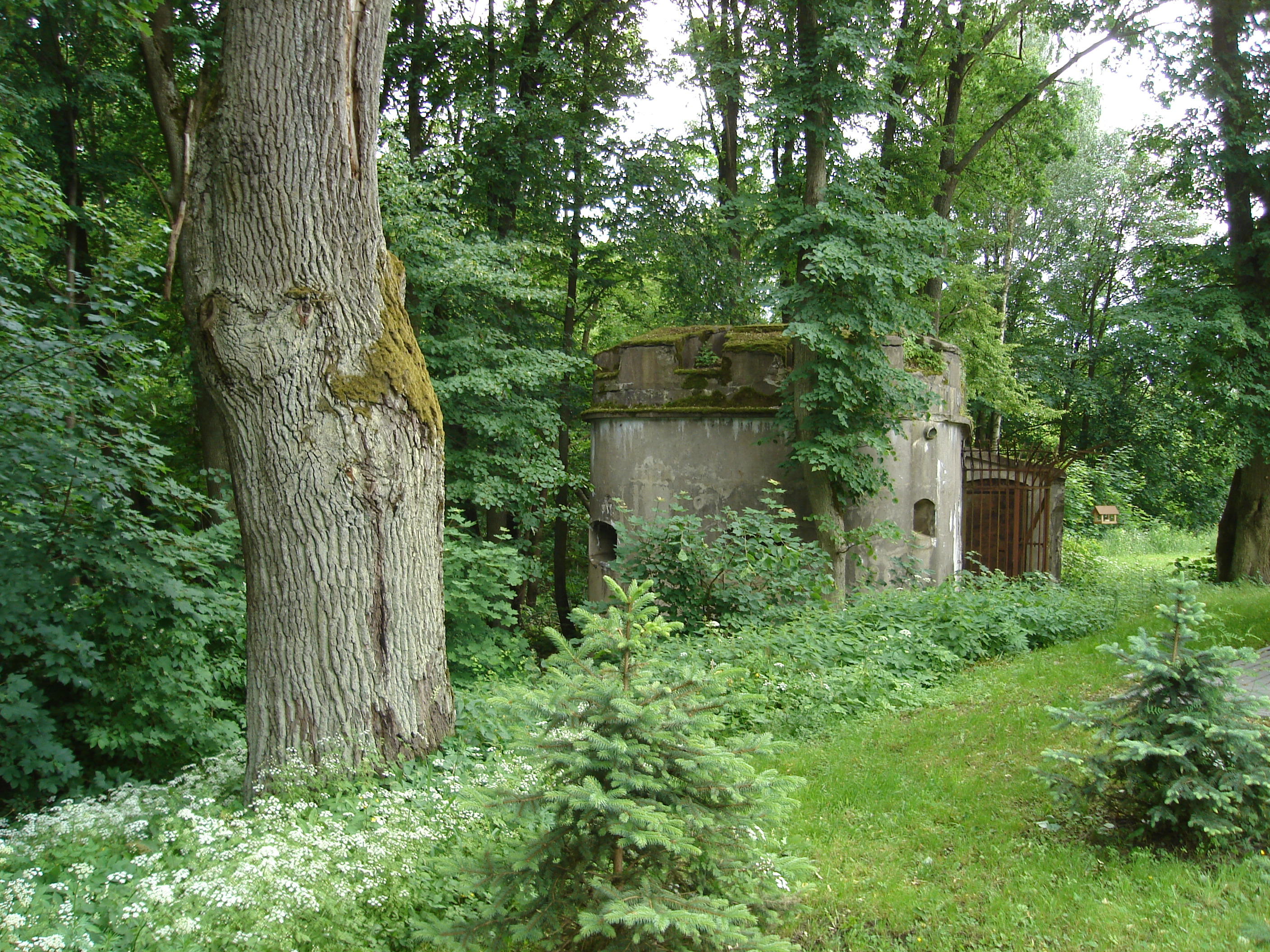
Schron bojowy przy Kanale Nidzkim
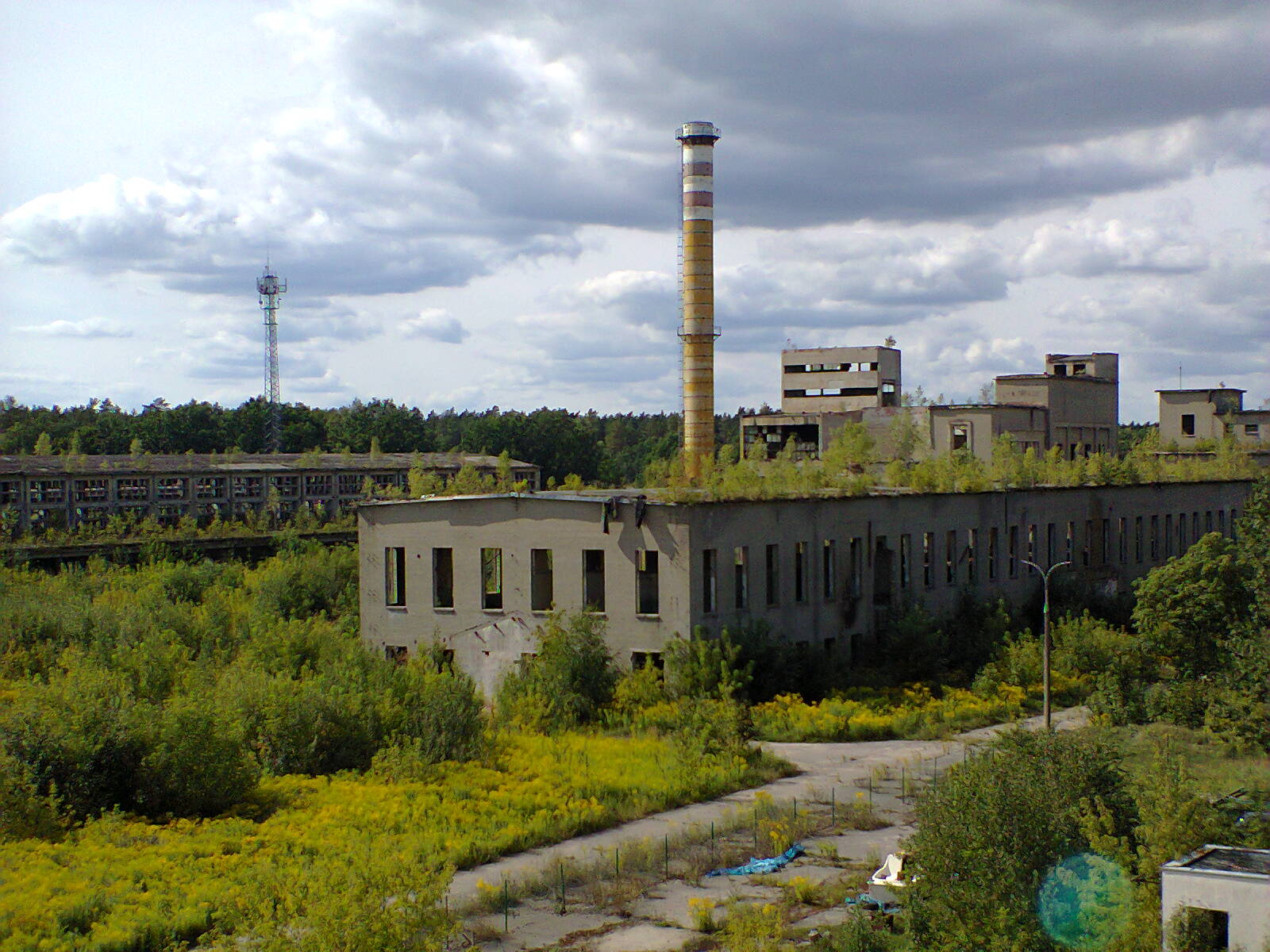
Ruiny Zakładu Płyt Pilśniowych i Wiórowych
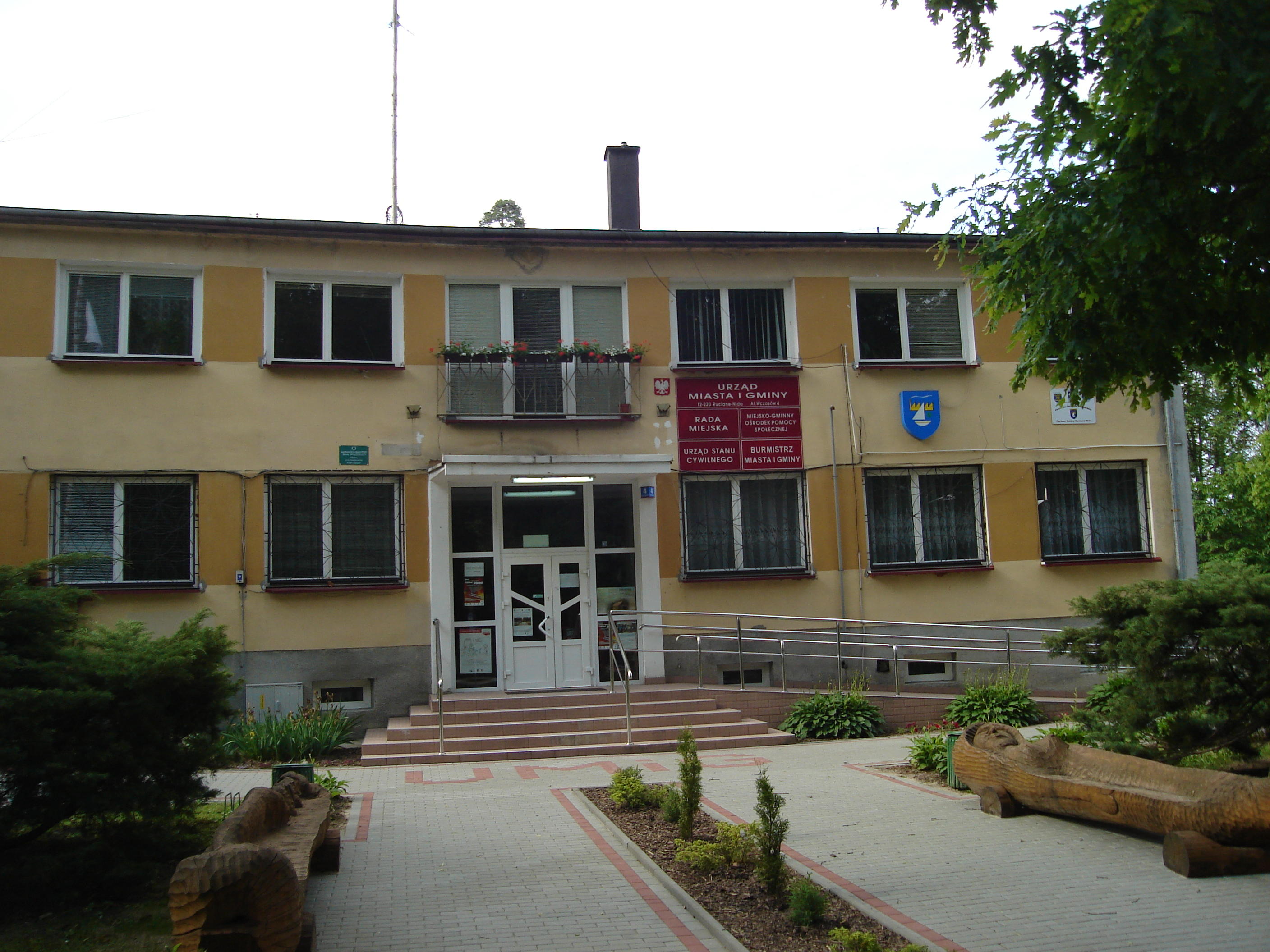
Urząd Miasta i Gminy